# 齋藤毅 (図書館員)
齋藤 毅（さいとう つよし、1913年（大正2年）9月20日 - 1977年（昭和52年）10月14日）は、昭和期の図書館学者。第4代の国立国会図書館副館長および第5代の図書館短期大学学長。

## 経歴
出生から修学期
1913年、山口県大津郡三隅町（現・長門市）で生まれた。1934年に東京帝国大学文学部国文学科に入学。同期に金田一春彦らがいる。1937年3月に卒業。同大学大学院を経に進み、修了。
国語学研究者として
修了後は、仙台陸軍幼年学校国漢科教官として勤務。1941年、建国大学助教授を命じられ、満州国に渡った。
太平洋戦争後
戦後は、1947年より衆議院事務局嘱託。同年国立国会図書館の職員として一般考査部部付室長、後に連絡調整課長、閲覧部長、総務部長を勤めた。1970年7月から1973年6月まで副館長。1973年、第5代図書館短期大学学長に就任。1977年に死去。死去と同時に叙従三位。

## 受賞・栄典
- 1913年：従三位勲二等瑞宝章。

## 著作
著書
- 『明治のことば：東から西への架け橋』講談社学術文庫 1977

訳書
- 『現代の図書館』リオネル・マッコルビン（英語版）著、齋藤訳、河出書房 1953